# Kanton Neuilly-Plaisance
Der Kanton Neuilly-Plaisance war von 1964 bis 2015 ein französischer Wahlkreis im Arrondissement Le Raincy, im Département Seine-Saint-Denis und in der Region Île-de-France. Er bestand aus der Stadt Neuilly-Plaisance.

## Bevölkerungsentwicklung
| 1962   | 1968   | 1975   | 1982   | 1990   | 1999   | 2006   |
| ------ | ------ | ------ | ------ | ------ | ------ | ------ |
| 15.526 | 17.613 | 18.185 | 16.960 | 18.195 | 18.236 | 19.952 |